# Juliusz Leo

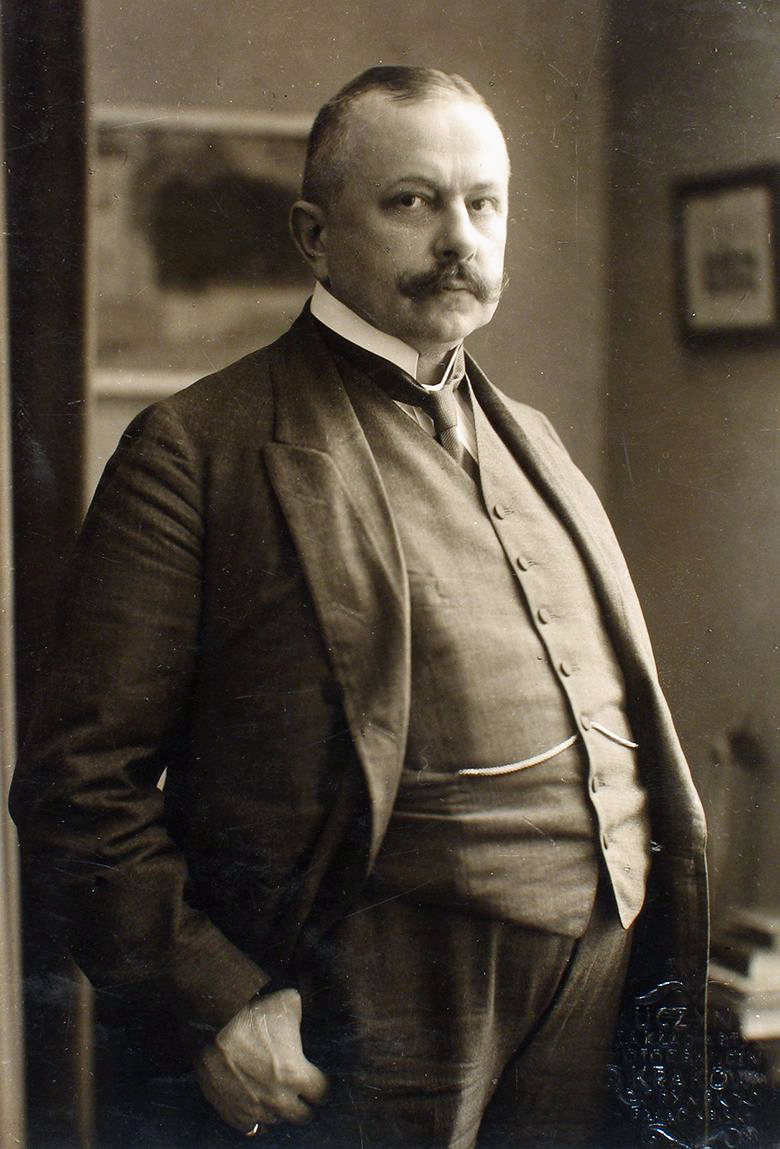
Juliusz Leo (1916)

Juliusz Franciszek Leo (* 15. November 1861 in Stebnyk bei Drohobytsch; † 21. Februar 1918 in Krakau) war Stadtpräsident (Oberbürgermeister) von Krakau.
Geboren als Sohn eines Bergbaurates, der zum Verwalter des Salzbergwerks in Wieliczka befördert wurde. Juliusz Leo studierte 1879–1884 an der Jagiellonen-Universität Krakau Rechtswissenschaften, danach 1885–1887 Ökonomie in Berlin. 1891–1904 war er als Professor an der Jagiellonen-Universität tätig. 1901 wurde er zum Abgeordneten des Galizischen Landtags in Lemberg gewählt. Vom 11. Juli 1904 bis 21. Februar 1918 bekleidete er dreimal den Posten des Stadtpräsidenten (Oberbürgermeisters) von Krakau.
1911 wurde Juliusz Leo zur XII. Legislaturperiode des österreichischen Abgeordnetenhauses gewählt, seit 1912 war er Vorsitzender des polnischen Abgeordnetenkreises.
1905 kaufte er den österreichisch-ungarischen Behörden den Wawel-Hügel mit dem Königsschloss und der Kathedrale ab, die davor den militärischen Zwecken dienten, und begann deren Renovierung unter der Leitung von Adolf Szyszko-Bohusz als Juwel der polnischen Kultur.
1907–1915 entstand aus seiner Initiative der Bebauungsplan der Stadt Krakau, der den Anschluss von vielen Gemeinden der Bezirke Krakau und Podgórze, u. a. Dębniki, Zwierzyniec, Łobzów, Grzegórzki, Płaszów und der Stadt Podgórze umfasste. Dadurch wuchs das Stadtgebiet von 7 auf 47 Quadratkilometer an.
1914 wurde er Mitbegründer und erster Vorsitzender des Nationalen Hauptkomitees (Naczelny Komitet Narodowy), das die Bildung der Polnischen Legionen, der ersten legalen polnischen Armee im. 20. Jahrhundert förderte.
Er ist auf dem Krakauer Rakowicki-Friedhof begraben.